# 라틴어
라틴어(라틴어: lingua latīna)는 이탈리아 반도의 중부에 있는 고대 로마와 그 주변 지역 라티움(Latium)에 정착하여 살던 라티움 사람들이 쓰던 언어이다. 로마가 지중해를 정복하면서 라틴어는 지중해 전역과 유럽 지역의 상당 부분으로 퍼져나갔다. 오늘날 라틴어는 사어(死語)가 되었지만 오히려 사어라서 오늘날 학계에서 일부 기능으로 사용되기도 하며, 이탈리아어, 프랑스어, 스페인어, 포르투갈어, 루마니아어 등 로망스어가 라틴어에서 파생되었다. 그 외 영어 등 다른 언어들도 라틴어에서 많은 어휘를 차용했다.
17세기까지 라틴어에는 두 종류가 있다. 운문과 산문에 쓰는 문학 언어인 고전 라틴어와 일반 대중이 쓴 민중 라틴어(Latina Vulgata)가 있다. 민중 라틴어는 로마 제국이 서방에서 물러간 뒤에서 유럽 많은 지역에서 구어로 남았으며, 9세기에 이르면 로망스어로 분화된다.
로마 제국이 서방에서 물러간 이후에도 라틴어는 서양 세계의 지식인 사이에서 링구아 프랑카(lingua franca)로 남았는데, 로마 가톨릭교회가 라틴어를 채택한 것도 이에 큰 몫을 했다. 이런 환경에서 라틴어는 2천년기까지 모국어(mother tongue)으로 존속했는데 이것을 중세 라틴어라 한다. 르네상스 시대에 라틴어를 르네상스 인문주의자이 받아들이면서 그 위상이 잠시 높아졌으나 16세기 이후 중세 라틴어는 점차 쇠퇴한다.
라틴어는 교회 라틴어의 형태로 로마 가톨릭교회에서 교황의 조서(papae decretum)나 칙령에 쓰인다. 라틴어는 과거 유럽에서 과학, 학술, 법 분야의 언어로 널리 쓰였다. 20세기 이래 라틴어의 역할은 줄어들었지만, 로마 공화정 후기에서 제정 초기에 쓰이던 문어인 고전 라틴어를 오늘날에도 서구의 여러 각급 학교에서 가르치며, 고전 연구에서 그리스어와 함께 다룬다.

## 역사

### 발생과 계통
역사적으로 라틴 부족이 언제 어디서 이탈리아 반도로 들어와 살게 되었는지는 오늘날 정확히 알 수 없지만 지금까지 역사, 고고학 및 문헌학자들의 연구 결과에 따르면 기원전 약 2000년을 전후로 이탈리아반도의 북동쪽, 오늘날 아드리아 해안의 발칸반도 북부지역에 퍼져 살던 사람들이 라틴 부족의 선조였을 것이라고 추측하고 있다.
라틴어는 문법학적으로 볼 때 언어의 계통은 인도유럽어족에 속한다. 인도유럽어족에서 라틴어는 다시 이탈리아어 코르시카어, 사르데냐어, 시칠리아어, 프랑스어, 피에몬테어, 리구리아어, 롬바르디아어, 스페인어, 아스투리아스어, 아라곤어, 갈리시아어, 포르투갈어, 프리울리어, 라딘어, 로만슈어, 루마니아어, 아로마니아어를 지칭하는 로망스어족의 생성과 발달에 결정적인 역할을 한 모체어이다.
라틴어가 한 부족의 언어로 틀을 잡기 시작한 시기는 기원전 약 6-5세기로 여겨지며, 구어에서 문어로 발전된 것은 오늘날 남아 있는 비문을 근거로 할 때 기원전 약 3세기를 전후로 하여 이루어진 것으로 추측된다. 라틴어가 고대 로마의 건립과 함께 로마와 그 주변 지역에서 뿌리를 내리기 전에 낱말이나 문법에서 서로 많은 차이가 있는 두 종류 이상의 언어가 라틴어와 공존하여 쓰인 것으로 보인다. 삼니움 지역의 오스키어와 움브리아 지역의 움브리어는 라틴어와 마찬가지로 지역 언어로서 사용되었으며 기원전 3세기 로마인의 세력 확장에 따라 점차 사라지거나 라틴어에 동화된 것으로 보이며 기원전 1세기에 이르러서 완전히 자취를 감춘 것으로 여겨진다.

### 라틴어의 파급과 중세 라틴어
라틴어는 고대와 중세를 통하여 유럽의 대표 언어로 자리잡았다. 유럽의 학술, 외교, 종교에서 기본 언어는 라틴어였다. 따라서 고대-중세 유럽에서 지식인이란 바로 라틴어를 할 줄 아는 사람을 뜻했다. 특히 교회사에서 라틴어는 로마 가톨릭교회에서 전례와 성경에 애용되었다. 일반적인 오해와는 달리 종교개혁 이전 성경은 라틴어로만 번역되지 않았고, 토착어로 옮긴 번역본들도 존재하였으나, 중요한 예외인 잉글랜드에서는 15세기에 롤러드파가 교회 전통에 맞서 자기네 번역본으로 신자들에게 호소하자 놀란 주교들이 그 번역본을 전면 금지했다.
라틴어는 학술 언어로도 정착되어 19세기 말까지도 모든 학술과 학문에서 강의와 기록은 라틴어로 이루어졌다. 그 예로 장 칼뱅은 신학 문서인 《기독교 강요》를 프랑스어로 저술한 뒤 라틴어로 다시 번역했다. 물론 그리스어도 사용되었으나 고대 언어를 연구할 때나 그리스어로 쓰인 문헌을 번역하는 데만 쓰일 뿐이었다. 이러한 유습은 오래 남아, 1962년 제2차 바티칸 공의회 이전까지 로마 가톨릭교회는 트리엔트 공의회(1545년)의 결정에 따라, 루브리카 양식으로 불리는 라틴어 전례로 미사를 집전하였으며, 예외적으로는 1615년 이후 중국의 가톨릭 교회는 중국어로 미사를 집전했다. 성공회에서도 '하느님의 어린양(Agnus Dei)', '거룩하시다(Sanctus).' 등의 라틴어 전례용어들을 사용한다. 현재까지도 생물학에서 생물종을 분류할 때 린네의 분류법에 따라 라틴어로 표기하고 있으며, 그 밖에 학술 명칭들 중에도 라틴어로 표기하는 것들이 많다.
| 라틴어                     | 루마니아어 | 이탈리아어 | 프랑스어   | 스페인어 | 포르투갈어 | 아로마니아어 | 로만슈어                       | 라딘어      | 프리울리어     | 사르데냐어          | 시칠리아어      | 코르시카어                  | 롬바르디아어 | 리구리아어 | 피에몬테어  | 아스투리아스어  | 아라곤어    | 갈리시아어 |
| -------------------------- | ---------- | ---------- | ---------- | -------- | ---------- | ------------ | ------------------------------ | ----------- | -------------- | ------------------- | --------------- | --------------------------- | ------------ | ---------- | ----------- | --------------- | ----------- | ---------- |
| amare (아마레) →사랑하다   | aimer      | amare      | aimer      | amar     | amar       | a ama        | aimàr                          | amare       | amâ            | amare               | amari           | amassi                      | amar         | amâ        | amà         | amar            | amar. aimer | amar       |
| amicus (아미쿠스) →친구    | amic       | amico      | ami        | amigo    | amigo      | amicu        | ami, amitg                     | amic        | amì            | amare               | amicu           | amacu                       | amis         | amigo      | amis        | amigu           | amigo       | amigo      |
| bonus (보누스) →좋은       | bun        | buono      | bon        | bueno    | bom        | bunu         | bun                            | bon         | bon            | bonu, boni          | bonu            | bonu                        | bon          | bon        | bon         | bonu            | bono, buen  | bo         |
| brevis (브레위스) →짧은    | bref       | breve      | bref/brève | breve    | breve      | breu         | brev                           | brev        | breve          | brebe               | breve           | breve                       | breu         | brêve      | brèf        | breve           | breu        | breve      |
| cantare (칸타레) →노래하다 | cănter     | cantare    | chanter    | cantar   | cantar     | cãntu        | chantar, cantar                | cianter     | cjantâ         | cantare             | cantari         | cantà                       | cantar       | cantâ      | canté       | cantar          | cantar      | cantar     |
| causa (카우사) →사건       | coisa      | cosa       | chose      | cosa     | coisa      | coisa        | chaussa, caussa, tgossa, chosa | cossa       | cjosse, čhosse | cosa                | cosa            | causa                       | còssa        | causa      | còsa, còssa | cousa, cosa     | cosa        | cousa      |
| familia (파밀리아) →가족   | familie    | famiglia   | famille    | familia  | familia    | fumealje     | fumegl, famagl, fameglia       | familià     | famee          | famìgghia           | famigghia       | famiglia, famidda, famighja | fameja       | famìggia   | famija      | familia         | familha     | familia    |
| fortis (포르티스) →힘찬    | foarte     | forte      | fort       | fuerte   | forte      | forta        | fort                           | forc        | fuart          | folte, forte, forti | forti           | forte                       | fort         | fòrte      | fort, forz  | fuerte          | fuerte      | forte      |
| homo (호모) →사람          | om         | uomo       | homme      | hombre   | homem      | om           | um                             | uòm         | omp, om        | omine               | omu, òminu      | omu                         | òmm, òmen    | òmmo       | òm, òmon    | home            | ombre       | home       |
| littera (리테라) →글       | literă     | lettera    | lettre     | letra    | letra      | literã       | letra                          | littera     | letare, lètare | lítara, lítera      | littra, lìttira | littera                     | letra        | lettia     | leta        | lletra          | letra       | letra      |
| Mars (마르스) →신          | Marte      | Marte      | Mars       | Marte    | Marte      | Marte        | Mar                            | Marz        | Mart           | Marti, Martzu       | Marti           | Marte                       | Marte        | Marte      | Mar         | Marzu           | Marte       | Marte      |
| nomen (노멘) →이름         | nume       | nome       | nom        | nombre   | nome       | numã         | num, nom                       | inom, inuem | non            | nòmini              | nomu, nomi      | nomu                        | nómme        | nómme      | nòm         | nome, ñome, nom | nombre      | nome       |
| porta (포르타) →대문       | poartă     | porta      | porte      | puerta   | porta      | poartã       | porta                          | port        | puarte         | polta, porta, pota  | porta           | porta                       | pòrta        | pòrta      | porta, port | puerta          | portada     | porta      |
| sal (살) →소금             | sare       | sale       | sel        | sal      | sal        | sari, sare   | sal, sel                       | sel         | sâl            | sale                | sali            | sale                        | saa          | sâ         | sal         | sal             | sal         | sal        |
| terra (테라) →땅           | sară       | terra      | terre      | tierra   | terra      | tsarã        | tiara, terra                   | tera, tiera | tiere          | tèrra               | terra           | terra, tarra                | tera         | tæra       | tèra        | tierra          | tierra      | terra      |

## 문자

라틴어 알파벳

라틴어 금석문전은 기원전 6세기부터 출현하고 있으며, 알파벳의 형성은 그리스 알파벳이 에트루스키어 표기를 거쳐 라틴어 알파벳으로 성립한 것으로 추정된다. 고전 라틴어에서 사용되는 알파벳은 23자(A B C D E F G H I K L M N O P Q R S T V X Y Z)였으며, Y, Z가 도입된 것은 기원전 1세기였고 J가 도입된 것은 중세였다. 발음법은 시대에 따라 상당한 차이를 보인다. 라틴 알파벳은 오늘날에도 로망스어, 켈트어, 게르만어와 몇몇 슬라브(폴란드어 등) 등 여러 유럽 언어에 쓰이고 있다.
고대 로마에는 구두점이나 장음 표시(macron)를 쓰지 않았다. (다만 장모음과 단모음을 구분하기 위해 양음 악센트 부호 '는 썼다.) 알파벳 J, U도 없었고, 필기체는 있었지만 소문자는 없었다. 또 띄어쓰기도 하지 않았는데, 헷갈리는 낱말 사이에 점을 찍는 경우는 있었다. 따라서 라틴어 문장은 이렇게 쓰게 된다.

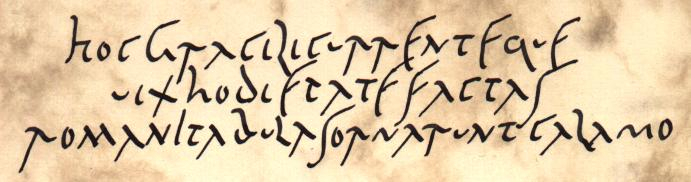
빈돌란다 요새에서 발견한 옛 로마 필기체 복원

"LVGETEOVENERESCVPIDINESQVE"
이 문장을 현대식으로 쓰자면
"Lugete, O Veneres Cupidinesque"
장음 표시를 붙이면
"Lūgēte, Ō Venerēs Cupīdinēsque."
가 된다.
로마의 필기체 글은 주로 밀랍판에서 발견되는데, 이것은 대개 영국 하드리아누스 성벽의 빈돌란다 요새에서 널리 발견되었다. 흥미롭게도 빈돌란다의 밀랍판에서는 띄어쓰기가 나오는데, 동시대의 기념 비문에는 띄어쓰기가 없다.

## 문법
유형론상으로 라틴어는 인도-유럽 어족에서 주로 나타나는 굴절어 유형에 속한다. 이와 유사한 형태를 가진 고전어로는 고대 그리스어, 고대 페르시아어, 산스크리트어 등이 있는데, 특히 작가들이 라틴어의 문법을 정비하면서 고대 그리스어(아틱 방언)의 합리적인 문법요소를 대폭 도입하여 문법적으로 이 두 언어는 유사한 점이 많게 되었다. 대표적으로 고대 그리스어의 절대 속격과 이의 대응으로서 라틴어의 절대 탈격의 예가 있다.
라틴어의 명사는 단수, 복수의 2수와 남성, 여성, 중성의 3성이 있으며 슬라브계 언어와 같은 활동체/불활동체의 구별은 없다. 또한 주격, 속격, 여격, 대격, 탈격, 호격으로 6격 변화를 하며 특징적인 어미의 변화에 따라 서로 다른 곡용의 형태가 존재한다. 라틴어의 형용사는 명사의 성과 격에 따라 명사와 유사하게 규칙적인 곡용을 따라 굴절시키는 문법적 일치의 체계를 갖고 있다.
라틴어의 동사는 1, 2, 3인칭과 단수, 복수의 형식에 따라 6가지, 과거, 현재, 미래의 3개 시점과 각각의 완료, 미완료의 구분에 따라 6가지, 또한 능동태와 수동태의 2개 태가 있어서 이에 따라 2가지로 굴절한다. 또한 직설법(기본형), 접속법, 명령법의 3개 서법이 있으며 모두 굴절의 형식이고 이에 따른 서법 조동사는 없다. 명사의 경우와 유사하게 특징적인 어미의 변화에 대한 활용의 형태가 존재한다.
라틴어에서 동사로부터 유도될 수 있는 다른 문법요소로는 원형동사, 분사(Participium), 동명사(Gerundium), 동형사(Gerundivum), 목적분사(Supinum) 등이 있다. 먼저 원형동사는 동사적인 명사인데, 시제와, 상, 태에 따라 몇 가지 이형태(異形態)가 존재한다. 분사는 동사적인 형용사로서, 역시 시제, 상, 태에 따라 몇 가지 형태가 존재한다. 동명사는 원형동사로부터 유도되는 동사의 명사형으로, 곡용된 것이어서 주격이 없다. 동형사는 당위(~해야만 하는)나 필연의 뜻이 포함된 동사적인 형용사이다. 목적분사는 목적(~하기 위하여)의 뜻이 포함된 동사적인 명사이며 능동형과 수동형이 있다.
라틴어의 문장은 많은 단어를 사용하지 않고 되도록이면 간결하게 표현하는 것이 고급스럽다. 그러나 많은 경우 명사, 형용사, 동사로만 표현하기 곤란한 경우가 생기는데 이때 의미를 명확히 하기 위해 전치사나 부사, 접속사, 간투사 등을 사용한다. 이 네 가지 문법 범주는 기본적으로 불변화사이다. 전치사는 지배받는 명사가 전치사의 성질에 따라 정해진 격을 취하게 하는 격지배라는 성질이 있는데, 이것은 곡용이 없는 언어(영어, 프랑스어 등)에서는 나타나지 않는 특징이다. 부사는 본래적인 것 외에 형용사에서 규칙적으로 생성하는 방법이 있다.
라틴어의 어순은 기본적으로 SOV(주어-목적어-동사)인 경우가 많다. 그러나 주어가 인칭대명사일 경우 동사에 인칭과 수가 표지되므로 탈락시키는 것이 일반적이며, 주어와 목적어는 각각 주격과 대격 표지를 받으므로 이 둘이 혼동되지 않는다면 위치를 어디로든 이동시킬 수 있어서 사실상 어순은 매우 자유롭다.

## 라틴어의 영향
로마 제국이 서방에서 물러간 이후 민중 라틴어는 9세기경 여러 방언으로 갈라져 로망스어를 이루게 된다. 수백년간 이들 언어는 오직 구어로만 쓰였지만, 라틴어만은 여전히 문서에도 쓰였다.
예를 들어 1296년에 대체될 때까지 포르투갈에서는 라틴어가 공식 언어였다. 라틴어에서 파생된 이탈리아어, 프랑스어, 스페인어, 포르투갈어, 카탈루냐어, 오크어, 피에몬테어, 리구리아어, 롬바르디아어, 에밀리아로마냐어, 프리울리어, 라딘어, 로만슈어, 루마니아어는 시간이 지날수록 더욱 번성하여 더 확대되고 공식화된다.
로망스어 가운데 이탈리아어는 어휘 면에서 가장 보수적인 변화를 보였다. 또 사르데냐어는 음운상 가장 보수적이었다.
고전 라틴어와 로망스어의 몇몇 차이점은 민중 라틴어를 재현하는 데 쓰이기도 했다. 가령 로망스어에는 특정 모음에 고유한 강세가 붙는데, 라틴어는 이 뿐만 아니라 모음의 길이에도 장단의 차이를 두었다. 이탈리아어와 사르도 로구도레세(사르데냐어 방언)에서는 강세와 더불어 자음에서도 장단 차이가 있었다. 프랑스어 (언 중 거의 대부분의 경우) 장단과 강세에 차이를 따로 두지 않는다. 로망스어와 라틴어의 가장 주요한 차이 중 하나는 루마니아어를 제외한 거의 대부분의 로망스어에서 명사의 격이 없어졌다는 것이다.
영어에서도 라틴어의 영향을 찾아 볼 수 있다. 중세 시대에 캔터베리의 성 아우구스티누스가 쓴 교회 언어 사용이나 혹은 노르만 정복 이후 앵글로-노르만 언어를 통해 수많은 라틴어 차용어를 받아들였다.
16세기에서 18세기까지 영어로 글을 쓰는 사람들은 라틴어나 그리스어로 새로운 낱말을 많이 만들었다. 이런 낱말을 잉크통 용어(Inkhorn terms)라고 한다. 이런 낱말 상당수는 낱말을 지어낸 본인만 쓰다 잊혀졌지만, 어떤 낱말은 아직까지 살아남아 쓰인다. imbibe나 extrapolate는 라틴어에서 만들어낸 잉크통 언어이다. 영어에서 다음절(polysyllabic) 낱말 중 많은 것들이 라틴어에서 바로 차용한 것들이며, 상당수가 고대 프랑스어에서 차용한 것들을 다시 받아들인 것이다.
많은 단체에서 모토를 라틴어로 쓴다.
참고 : 영어에 라틴어 어휘가 많은 이유
영어는 인도유럽어 중 게르만어군에 속하지만 그 어휘의 60~70%가 라틴어에서 기원한 것으로 알려져 있다. 고대 로마의 언어인 라틴어 어휘들이 어떻게 이렇게 많이 영어에 유입되게 되었는지를 간단히 소개해 볼까하는데 편의상 아래와 같이 4개의 시기로 구분하였다.
1. 로마와의 전쟁기(B.C.1C ~ A.D. 4C)
첫 번째 라틴어 유입은 율리우스 카이사르(Julius Caesar)가 지금의 영국(Great Britain 섬)과 프랑스(Gallia) 지역을 정벌하면서 부터이다. 이 전쟁 과정에서 라틴어 어휘들이 당시 영국과 프랑스 지역에 거주하던 게르만족들에게 전해지게 된다. 특히, 로마는 지금의 영국에 수백년 동안 군대를 주둔(castra)시키는데 이 역시 라틴어 어휘가 전달되는 계기가 된다.
당시 전달된 어휘로는 군대와 관련되는 mile, camp, 식생활과 관련된 wine, cook 등이 있다.
2. 기독교 전파기(6C~7C)
서로마 제국 멸망 이후, 보편교회 시기 로마교회는 명망있는 선교사들을 영국 땅에 파견한다. 이 때 선교사들은 라틴어로 번역된 성경과 종교 서적들을 함께 가지고 들어가는데 이 과정에서 종교와 관련된 라틴어와 코이네 그리스어에서 유래한 라틴어 어휘들이 영어에 유입된다.
이 때 유입된 라틴어 어원을 가진 어휘들로는 그리스어에서 유래한 라틴어 어원에서 파생한 "school, pope, apostle", 라틴어 어원에서 파생한 단어 "minister, pastor" 등이 있다.
3. 노르망디 왕조기(11C~14C)
이 시기는 프랑스에 뿌리를 두고 있던 노르망디 가문이 영국을 지배하던 때로 라틴어의 후손인 로망스계 언어를 사용하던 가문이 영국의 지배계급이 되면서 자연스럽게 많은 라틴어 어휘들이 영어에 포함되게 된다. 학자들은 이 시기에 약 1만여개의 라틴어 어휘가 영어에 유입된 것으로 보고 있다.
당시 국왕을 포함한 지배계급은 로망스어 계열인 노르만어(일종의 프랑스어)를, 일반 백성들은 영어를 주로 사용하였다. 14세기에 즉위한 헨리 4세가 영어를 프랑스어보다 잘 사용한 "첫 번째" 왕이라는 놀라운 사실이 이러한 상황을 잘 설명해 주고 있다.
4. 산업혁명 이후 시기(17C~현재)
산업혁명을 통한 새로운 기계의 발명과, 과학의 급속한 발전으로 인한 새로운 개념, 이론, 물질 등의 발견은 많은 신조어들을 요구하게 되었다.
이 같은 신조어(newly coined words)를 조합해 내는데 있어 기존의 라틴어, 그리스어 어휘들이 접미사, 접두사 또는 어근(roots)의 형태로 광범위 하게 사용되게 된다.
이 때 만들어진 라틴어에서 유래된 단어들로 data, molecule, experiment, formula 등이 있다.

## 라틴어 교육

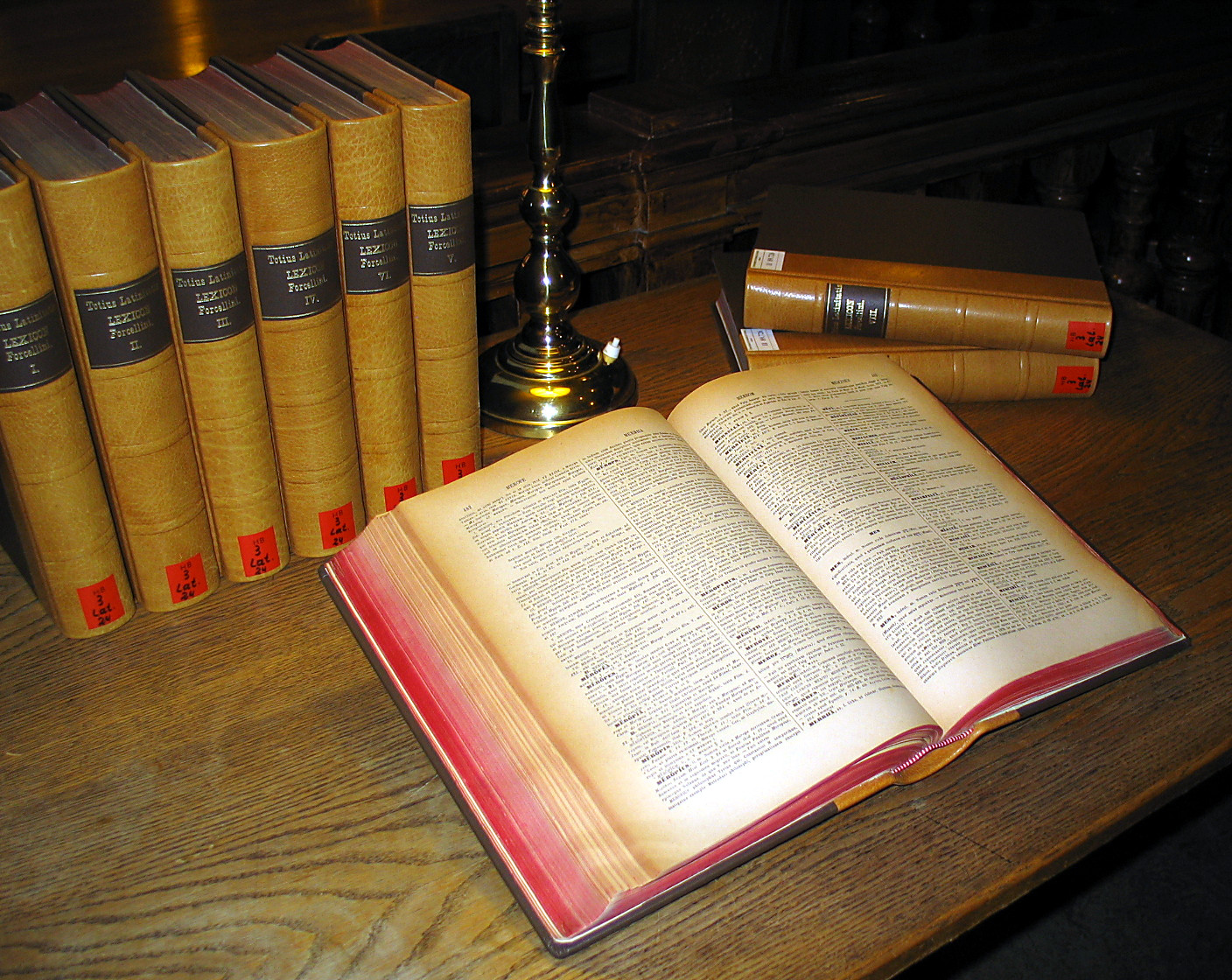
여러 권으로 된 라틴어 사전. 그라츠 대학 도서관.

서구 사회에서 중등학교 혹은 대학교의 라틴어 수업은 일차적으로 라틴어 텍스트를 현대어로 번역하는 데에 초점을 맞춘다. 라틴어 회화는 거의 다루지 않는데, 현대의 여러 개념(가령 기술과 관련된 말 등)에 부합하는 고대어 표현이 없기도 하거니와 새로운 낱말을 받아들이는 공식적인 기관이 있는 것도 아니기 때문이다. 따라서 라틴어 공부에서는 읽고 쓰는 것이 중시되며 듣고 말하는 것은 거의 무시된다.
그러나 생활 라틴어 운동 같은 시도도 있는데, 생활 라틴어를 지지하는 사람들은 현대어를 가르치는 방식, 즉 대화나 글을 이용한 의사소통으로 라틴어를 가르칠 수도 있다고 본다. 예를 들어 핀란드에서는 1989년 9월부터 'Nuntii Latini'라는 이름의 라틴어 뉴스 방송을 내보내고 있다. 이렇게 라틴어를 활용하려는 접근법은 고대 작가들이 라틴어를 어떤 방식으로 말하고 썼을지 이해하는 데 시사점을 던져준다. 라틴 시나 문학의 양식은 그 낱말들의 성음을 이해하지 못한 상태에서는 쉽게 알기 어렵기 때문이다.
생활 라틴어 교육은 바티칸이나 혹은 켄터키 대학과 같은 미국의 몇몇 기관에서 실시하고 있다. 영국에서는 고전 연맹이 이 운동을 장려하고 있으며 ‘미니무스(Minimus)’라는 쥐 캐릭터의 모험을 묘사한 라틴어 책도 출판되었다. 미국에서는 국립 청소년 고전 연맹(National Junior Classical League)에서 고등학교 학생들에게 라틴어 공부를 권장하고 있으며, 국립 대학생 고전 연맹(National Senior Classical League)에서도 대학생들이 라틴어 공부를 계속 이어가도록 장려한다.
여러 국제 보조어가 라틴어의 영향을 크게 받았다. 인테르링구아는 간소화된 현대식 라틴어로 간주되기도 한다. 20세기 초에 인기를 끌었던 무굴절 라틴어(Latino sine Flexione)는 라틴어에서 활용(inflection)을 배제한 언어이다.
현대 문학을 라틴어로 번역하는 경우도 있는데, 위니 더 푸, 아스테릭스, 해리 포터, 어린 왕자 등 라틴어 공부에 흥미를 높이기 위한 것이다.

## 현대의 라틴어 쓰임

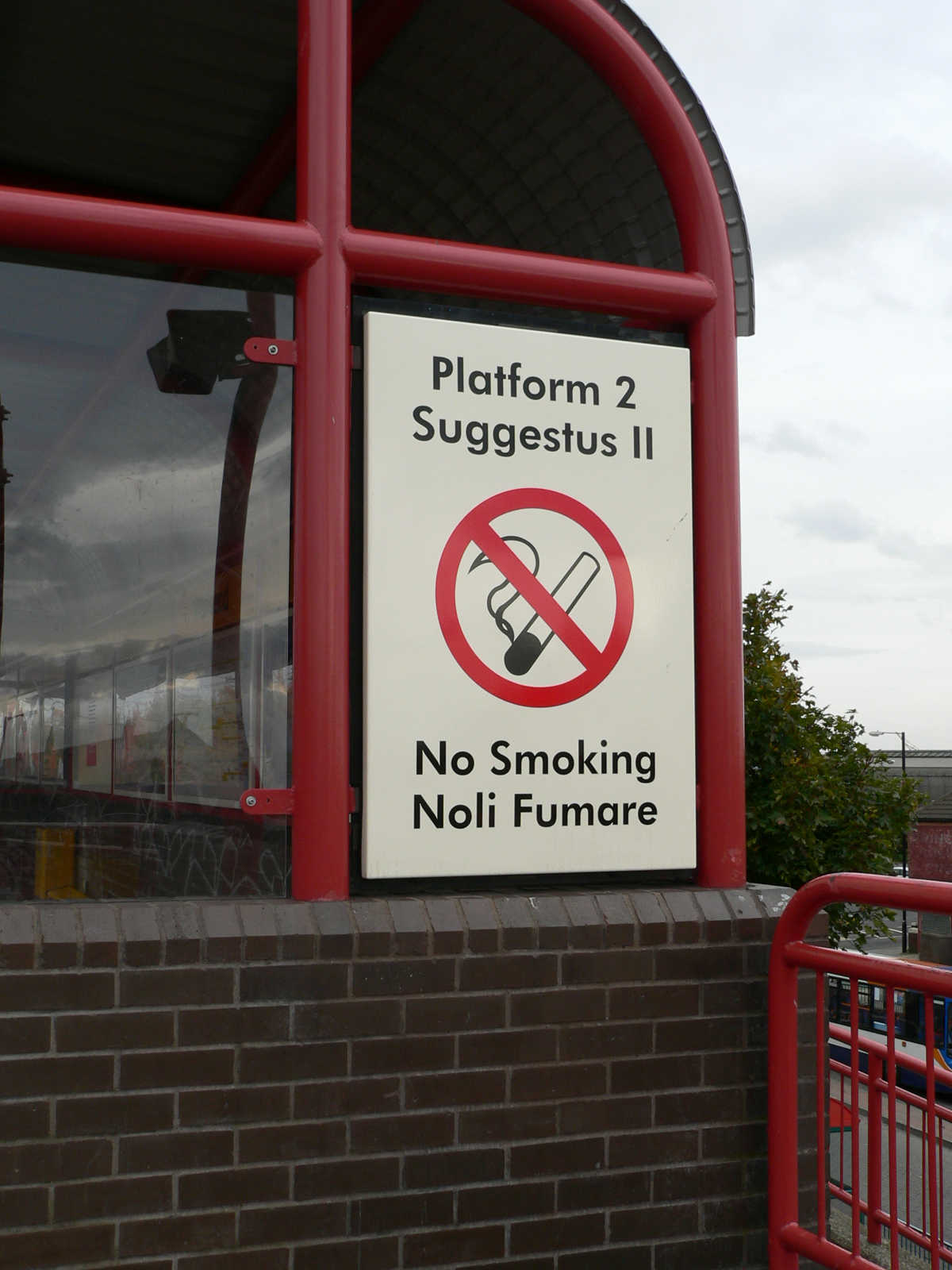
영국 월샌드 전철역의 표지판. 영어와 더불어 라틴어로 "금연(Noli Fumare)"라고 써있다. 로마의 유산인 하드리아누스 성벽과 가까운 역이라서 이를 기념하는 의미에서 표지판에 두 언어로 표기한 것이다.

오늘날 라틴어로 된 전문 용어는 널리 쓰이는데, 철학, 의학, 생물학, 법 분야에서도 마찬가지며, 원어나 약어로 쓰는 경우도 많다.
- subpoena duces tecum→"지정한 증거물을 가지고 출두 증언하라는 법원의 명령"
- q.i.d(quater in die)→"하루에 네 번씩"
- inter alia→"다른 것들 중에서"

기술 용어처럼 라틴어 용어가 따로 쓰이기도 한다.
오늘날 공식 석상에서 여전히 라틴어를 쓰는 최대 조직은 로마 가톨릭교회이다. (특히 라틴어 전례에서) 교황 바오로 6세 이래 미사는 보통 각 지역의 제 나라 언어로 집전하지만, 라틴어로 하기도 하며 특히 바티칸에서 그렇다. 라틴어는 로마 가톨릭교회의 공식 언어이기도 하다. 성공회에서도 라틴어 전례용어들이 쓰이는데, 하느님의 어린양(Agnus Dei) 등이 그것이다.물론 라틴어 그대로 사용하는 것이 아니라 속지주의에 따라 성공회 교회가 속한 지역의 언어를 사용한다. 개혁교회 신학자 칼 바르트 목사도 신약성서 로마서를 주석한 로마서(1922년)에서 라틴어 문장인 "하나님이 말씀하셨다"(Deus Dixit)를 사용했고, 각주에서도 루터와 칼뱅이 라틴어로 쓴 글을 인용했다.
언어적 중립성이 필요한 분야에서, 특히 생물체의 학명처럼 라틴어가 많이 쓰인다.
《세바스티아네》(1976)이나 《패션 오브 크라이스트》(2004)처럼 고대사를 배경으로 하는 영화에서 현실성을 살리고자 라틴어로 대사를 만들기도 했다.
오늘날 많은 단체에서 라틴어 모토를 쓰는데, 미국 해안경비대에서는 "Semper Paratus"→항상 준비를, 미국 해병대에서는 "Semper fidelis"→항상 충실하게가 모토이다. 미국의 몇몇 주에서도 라틴어 모토가 있는데, 웨스트버지니아 주의 모토는 "Montani Semper Liberi"→산 사람은 언제나 자유롭다이며, 노스캐롤라이나에서는 "Esse Quam Videri"→겉으로 보이는 것 이상으로가 모토이다. 대한민국의 서울대학교의 모토는 "Veritas Lux Mea"→진리는 나의 빛이며, 서강대학교의 모토는 "Obedire Veritati→진리에 순종하라"이며, 광운대학교의 모토는 "Veritas et Lux"→참·빛이다.

## 공상과학에서의 라틴어 쓰임
드라마/영화 시리즈 스타 트렉에 나오는, 샌프란시스코 소재의 스타플릿 아카데미(Starfleet Academy)의 모토는 "Ex astris, Scientia"(영어로는 From the star, knowledge.ㅡ별로부터의 지식ㅡ)이다.

## 같이 보기
- 라틴어의 역사
- 고전 라틴어
- 교회 라틴어
- 민중 라틴어
- 라틴어 문법
- 라틴어구 목록
- 라틴어 법률 용어 목록
- 용장활용
- 영어에서 라틴어의 영향(en:Latin influence in English)
- 듀오링고